# سيتي سنتر لاس فيغاس
سيتي سنتر هو مجمع حضري متعدد الاستخدامات تبلغ مساحته 16.797 مليون قدم مربع (1،560،500 متر مربع) على مساحة 76 فدانًا (31 هكتارًا) يقع في لاس فيغاس ستريب في بارادايس ، نيفادا.وهو أكبر مشروع بناء ممول من القطاع الخاص في تاريخ الولايات المتحدة.